# Sphenomorphus diwata
Sphenomorphus diwata là một loài thằn lằn trong họ Scincidae. Loài này được Brown & Rabor mô tả khoa học đầu tiên năm 1967.